# Haegue Yang
Haegue Yang (Seoul, 12 dicembre 1971) è un'artista sudcoreana che lavora principalmente nel campo della scultura e dell'installazione.
Dopo aver conseguito il B.F.A. presso la Seoul National University nel 1994, Yang ha ottenuto un M.A. presso la Städelschule, dove ora insegna come professoressa di Belle Arti. Attualmente vive e lavora a Berlino e Seul.

## Primi anni e formazione
Yang è nata in Corea del Sud nel 1971. Suo padre, Hansoo Yang (nato nel 1945 a Seul), è un giornalista, mentre sua madre, Misoon Kim (nata nel 1945 a Incheon), è una scrittrice. Sia Hansoo Yang che Misoon Kim furono attivi nel Movimento Minjung.
Haegue Yang ha conseguito il Bachelor of Fine Arts (B.F.A.) in scultura nel 1994 presso la Seoul National University in Corea. Nel 1995 si è trasferita in Germania per studiare con l’artista Georg Herold alla Städelschule. È stata studentessa in scambio alla Cooper Union di New York dal 1996 al 1997. Si è diplomata nel 1999 ottenendo il titolo di Meisterschülerin.

## Opere
Dopo aver conseguito il B.F.A., Yang si è trasferita in Germania e ha iniziato la sua carriera artistica alla fine degli anni ’90. Ha partecipato alla sua prima mostra al di fuori della Städelschule presso lo spazio espositivo alternativo rraum a Francoforte, situato nell’appartamento di Meike Behm e Peter Lütje. La sua prima mostra personale si è tenuta nel 2000 presso la galleria dell’editrice e gallerista berlinese Barbara Wien, che aveva conosciuto Yang alla Fiera del libro di Francoforte nel 1999 e successivamente visitato il suo studio. Le iniziali difficoltà nel vendere le opere di Yang portarono l'artista e la galleria all’impossibilità di immagazzinare i pezzi esposti, episodio che ispirò l’installazione Storage Piece (2004): un mucchio di casse contenenti le sue opere, impilate su pallet da spedizione.
Yang vive attualmente tra Berlino e Seul. Il suo studio principale si trova a Kreuzberg, in Germania. Dal 2017 è professoressa di Belle Arti presso la Städelschule. La sua vasta produzione comprende scultura, installazione, collage, fotografia, videoarte e arte performativa. Il curatore e critico d’arte Nicholas Bourriaud sostiene che, nonostante la varietà di tecniche e mezzi, l'opera di Yang sia fondamentalmente scultorea, in quanto affronta la questione essenziale della presenza del corpo nello spazio.
Le sue sculture includono spesso oggetti domestici e materiali di uso quotidiano. Tra questi vi sono stendibiancheria, lampadine, gomitoli di lana, cavi elettrici e tende veneziane. Yang attribuisce parte del suo interesse per gli oggetti domestici alla sua infanzia trascorsa in Corea negli anni ’70 e ’80. Yang abbina talvolta questi oggetti a componenti sensoriali aggiuntive, come il vapore di un umidificatore, variazioni di temperatura attraverso l’uso di riscaldatori e condizionatori, e odori diffusi in diverse versioni della sua serie Series of Vulnerable Arrangements (2006–2008).
Lo stile di Yang può essere definito “a metà tra il minimalismo e il concettualismo”, dando vita a “una sorta di paradosso modernista”. Tuttavia, nelle sue opere è presente un “senso di distanza” che serve a “straniare le sue ispirazioni moderniste”. Idealmente, Yang promuove una “lente anacronistica… per osservare le condizioni attuali” e “rivedere la nostra comprensione dell’astrazione modernista”. Pertanto, sebbene Yang affermi che il suo lavoro possa essere considerato concettuale nella sua accezione più ampia—attingendo quindi all’arte concettuale degli anni ’60 e ’70—ritiene necessaria una ridefinizione del termine per comprenderne il ruolo nell’arte contemporanea. Yang sostiene inoltre che, nella sua pratica, l’astrazione non esclude la possibilità di narrazione, ma anzi “permette di raggiungere una narrazione senza imporne i limiti”. La storica dell'arte Joan Kee afferma che l’interesse di Yang per il formalismo “è caratterizzato da una costante attenzione alla morfologia e alla struttura.”
Rispondendo a domande sul ruolo del femminismo nella sua opera, Yang sostiene che, sebbene sculture come Sallim (presentata alla 53ª Biennale di Venezia nel 2009) possano affrontare tematiche legate al genere facendo riferimento al lavoro domestico, esse presentano molteplici livelli di lettura che possono estendersi alla religione, all’immigrazione e alla classe sociale. Ha inoltre preso le distanze dall’enfasi critica posta sulla sua condizione diasporica nelle interpretazioni della sua pratica artistica. Riflettendo sulla relazione tra estetica e politica, Yang cita Felix Gonzalez-Torres, il cui lavoro è stato esposto insieme al suo nella mostra del 2011 The Sea Wall: «Dico che la cosa migliore dell’estetica è che la politica che la permea è totalmente invisibile».

## Mostre selezionate e opere chiave

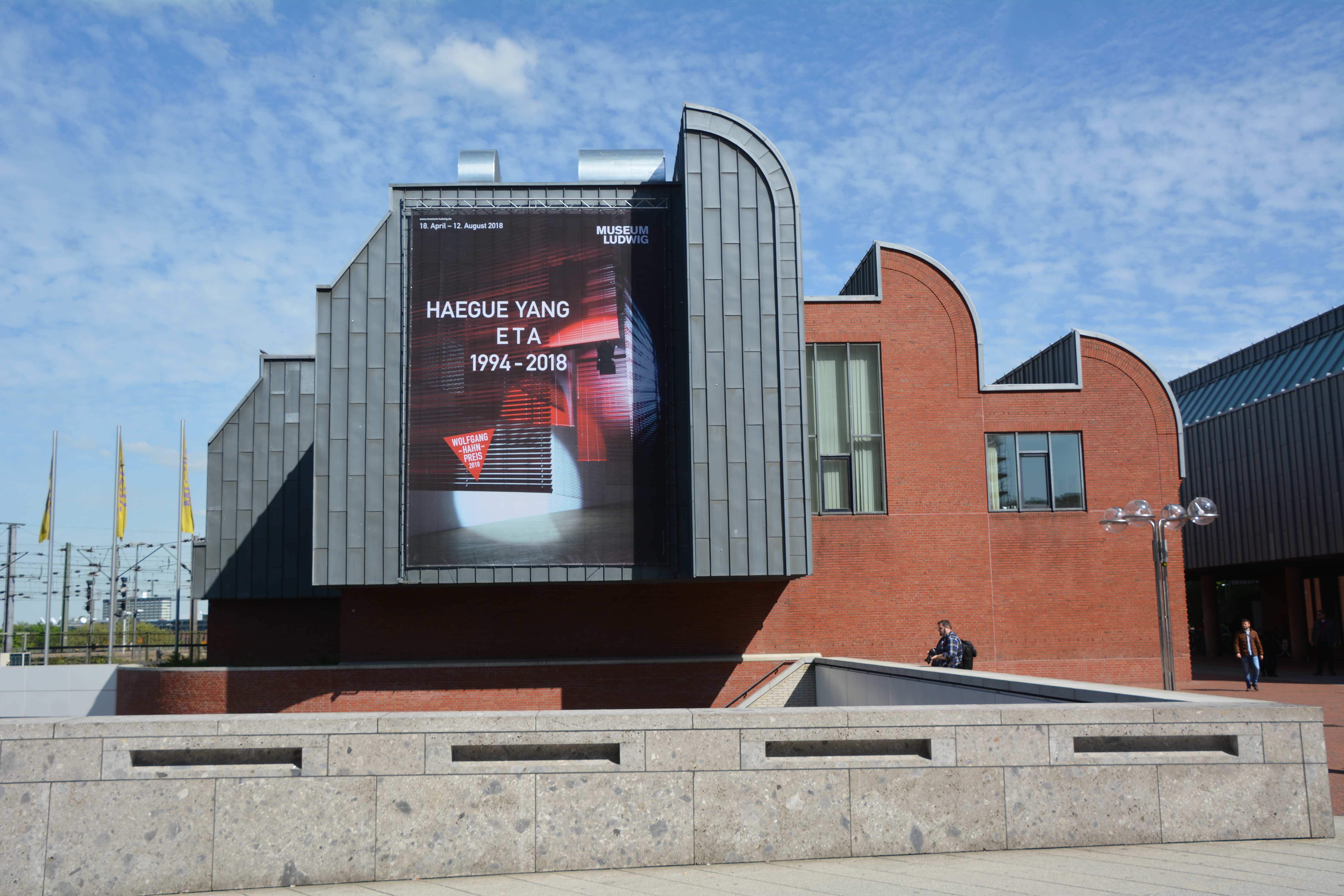
Banner della mostra personale "ETA" di Haegue Yang al Museum Ludwig di Colonia, 2018.

Yang ha partecipato alla Biennale di San Paolo del 2006, alla 55ª Carnegie International a Pittsburgh, alla Triennale di Torino del 2008, a dOCUMENTA (13) a Kassel, alla Biennale di Lione, alla Biennale di Sharjah e all’8ª Asia Pacific Triennale di Arte Contemporanea. Ha rappresentato la Corea del Sud alla 53ª Biennale di Venezia nel 2009. La sua prima mostra negli Stati Uniti, intitolata Brave New Worlds, si è tenuta nel 2007 al Walker Art Center di Minneapolis, Minnesota. L’artista ha inoltre tenuto mostre personali in istituzioni asiatiche, tra cui l’UCCA Center for Contemporary Art di Pechino e il Leeum, Samsung Museum of Art di Seul.

## Premi e riconoscimenti
- Bâloise Art Prize, Hamburger Kunsthalle, Germania (2007)
- Cremer Prize, Stiftung Sammlung Cremer, Germania (2008)
- Concorso di arte pubblica per Malmö Live, Svezia (2015)
- Wolfgang Hahn Prize, Germania (2018)
- Premio culturale e artistico della Repubblica di Corea (citazione presidenziale) nel settore delle arti visive, Corea del Sud (2018)
- 13º Premio Benesse, Benesse Holdings, Inc., in collaborazione con il Singapore Art Museum (SAM) (2022)[11]